# Об'єктний модуль
Об'єктний модуль (також об'єктний файл, англ. object file) — файл з проміжним поданням окремого модуля комп'ютерної програми, отриманий в результаті обробки початкового коду компілятором. Об'єктний файл містить в собі особливим чином підготовлений бінарний код, який може бути зв'язаний з іншими об'єктними файлами за допомогою редактора зв'язків — компонувальника — для отримання готового виконуваного модуля чи бібліотеки.
Об'єктні файли являють собою блоки машинного коду та даних, з невизначеними адресами посилань на дані та процедури в інших об'єктних модулях, а також список своїх процедур і даних. Компонувальник збирає код і дані кожного об'єктного модуля в підсумкову програму, обчислює і заповнює адреси перехресних посилань між модулями.
Зв'язування з статичними бібліотеками виконується редактором зв'язків або компонувальником (який може являти собою окрему програму або бути частиною компілятора), а з операційною системою і динамічними бібліотеками зв'язування виконується при виконанні програми після її  завантаження в оперативну пам'ять.

## Дивись також
- Executable and Linkable Format
- Асемблер